# Sinusite
La sinusite è un processo infiammatorio, acuto o cronico, delle mucose dei seni paranasali, spesso accompagnata da un processo infettivo primario o secondario.
In caso di sinusite, la mucosa infiammata aumenta il proprio volume, determinando un restringimento degli osti di comunicazione tra seni paranasali e cavità nasali. Questo dà origine ad un ristagno del muco all'interno dei seni, che diviene un sito ideale per la crescita di batteri giunti dalle cavità nasali o dalla cavità orofaringea. Si determina così una sovrapposizione tra infiammazione (che può essere di varia origine, ad esempio allergica) ed infezione.
Questa patologia può colpire soltanto persone in cui i seni paranasali siano ben sviluppati; per questo motivo i bambini in età pediatrica, nei quali i seni non si sono ancora formati, non contraggono la malattia.

## Eziologia
La sinusite si può scatenare in seguito a un qualsiasi processo infiammatorio delle cavità paranasali. Spesso questo è determinato da una rinite di origine virale (Rhinovirus o altri della famiglia Picornaviridae), batterica (Staphylococcus aureus, Streptococcus pyogenes tra i tanti), fungina (in caso di immunodeficienza) o non infettiva (a esempio rinite allergica).
Si può quindi sviluppare, così come altre infiammazioni di cavità del cranio (otiti, mastoiditi), in seguito a un'espansione di un'infezione che colpisce prima l'orofaringe.
Meno sovente la causa di sinusite può essere un'infezione dell'arcata dentaria superiore, che si mette in comunicazione con le cavità paranasali tramite la radice dei denti molari o più raramente dei denti premolari che demolisce il pavimento dei seni mascellari determinando un ostio di comunicazione.

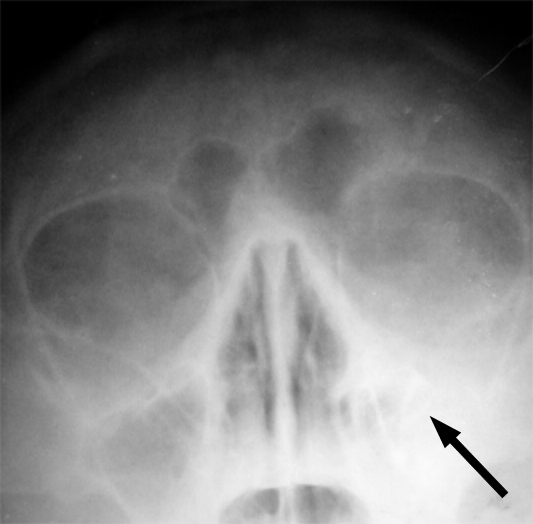
Sinusite Maxillare sinistra. L'assenza di trasparenza è un segno della presenza di liquido (pus) nel seno.

## Sintomatologia
La sinusite può presentarsi in diverse forme:
- acuta, se persiste per un periodo massimo di 2-3 settimane;
- cronica, se i sintomi si protraggono per periodi più lunghi (anche alcuni mesi);
- ricorrente, se lo stesso paziente accusa durante l'anno più di 3 recidive.

In generale i sintomi della sinusite constano di dolore e senso di pressione al volto, in zone diverse a seconda del seno paranasale interessato. Si possono accompagnare poi i sintomi aspecifici dell'infiammazione o di un'infezione (cefalea, febbre, rinorrea con muco verde-giallastro, tosse grassa, mal di denti).

### Complicanze
Una sinusite non curata adeguatamente o non diagnosticata tempestivamente può portare a gravi complicanze:
- ascesso o cellulite orbitaria
- trombosi del seno venoso cerebrale
- meningite e/o ascessi intracerebrali
- osteomielite

## Diagnostica
Un'accurata anamnesi aiuta nella maggior parte dei casi a formulare la diagnosi. L'esame radiologico viene eseguito solamente in casi in cui si sospettano complicazioni, dove la manifestazione non è tipica o quando il paziente non reagisce alla terapia sintomatica. Un'analisi microbiologica del secreto aspirato dal seno paranasale conferma definitivamente la diagnosi; tuttavia, il suo impiego al giorno d'oggi è di secondaria importanza.
Da ogni singolo paziente è di fondamentale importanza rilevare ogni possibile sintomo riconducibile ad una complicanza già durante l'anamnesi. Vanno perciò attivamente cercati mal di testa diffusi ed intensi, dolori all'occhio o in zona oculare, disturbi visivi (diminuzione del visus, diplopia), rigidità o tensione nucale.

## Terapia
La terapia si basa sull'utilizzo di antibiotici, antinfiammatori e cortisone per i casi più gravi, antistaminici, decongestionanti nasali, terapia aerosolica con farmaci, lavaggi nasali con soluzioni idrosaline, spray ad uso topico. L'uso dell'antibiotico deve essere valutato con attenzione, poiché i casi di sinusite di origine batterica (che richiedono una terapia antibiotica) sono nettamente meno frequenti rispetto ai casi di sinusite di origine virale ed è necessario il parere di un medico per valutare la prescrizione e somministrazione di un antibiotico a cui il batterio patogeno sia sensibile.
Nelle forme croniche è consigliata un'assidua terapia termale.
Un trattamento che oggi trova sempre più largo impiego, grazie alla sua praticità e all'assenza di effetti collaterali, consiste nelle nebulizzazioni nasali di sodio ialuronato (acido ialuronico) 9 mg APM - Alto Peso Molecolare, efficaci sia in associazione a cortisonici topici, sia come unica terapia. L'acido ialuronico è infatti in grado di esercitare un'azione antinfiammatoria, mucolitica e di ripristino della integrità della mucosa danneggiata. 
Un'ulteriore importante caratteristica del sodio ialuronato come trattamento topico, evidenziata da recenti studi, consiste nella sua capacità di ostacolare la formazione del biofilm, ovvero di quella sorta di pellicola protettiva che i batteri costruiscono per aderire alla superficie della mucosa, e che risulta molto resistente anche all'azione degli antibiotici. L'utilizzo periodico di nebulizzazioni nasali con sodio ialuronato ad alto peso molecolare permette anche di prevenire la recidiva degli episodi acuti.

## Immagini correlate
Queste immagini mostrano studio TAC (Tomografia Assiale Computerizzata) del massiccio facciale, in sezioni assiali e in ricostruzione coronale. L'esame mostra la presenza di ispessimento flogistico a cornice del rivestimento mucosale delle pareti del seno mascellare destro e sinistro. Appaiono invece normopneumatizzati i seni frontali e sfenoidali. Il materiale flogistico è inoltre presente al livello delle cellule etmoidali. Parzialmente ostruito da materiale ipodenso l'ostio mascellare destro, pervio invece appare il sinistro. Sono inoltre pervi gli infundiboli destro e sinistro, lo hiatus semilunare destro e sinistro, l'ostio dei recessi sfenoetmoidali bilateralmente ed i canali frontonasali bilateralmente.
